# Tsukasa Hosaka
Tsukasa Hosaka (保坂 司, Hosaka Tsukasa, Kofu, 3 maart 1937 – Kofu, 21 januari 2018) was een Japans voetballer die als doelman speelde.
Hij was later ook nog trainer bij Kofu SC.

## Clubcarrière
In 1955 ging Hosaka naar de Meiji University, waar hij in het schoolteam voetbalde. Nadat hij in 1959 afstudeerde, ging Hosaka spelen voor Furukawa Electric. Hosaka veroverde er in 1960, 1961 en 1964 de Beker van de keizer. 1965 werd de ploeg opgenomen in de Japan Soccer League, de voorloper van de J1 League. In 4 jaar speelde hij er 47 competitiewedstrijden. Hosaka beëindigde zijn spelersloopbaan in 1968.

## Japans voetbalelftal
Tsukasa Hosaka debuteerde in 1960 in het Japans nationaal elftal en speelde 19 interlands.

## Statistieken
| Japans voetbalelftal | Japans voetbalelftal | Japans voetbalelftal |
| Jaar                 | Wed.                 | Dlp.                 |
| -------------------- | -------------------- | -------------------- |
| 1960                 | 1                    | 0                    |
| 1961                 | 6                    | 0                    |
| 1962                 | 6                    | 0                    |
| 1963                 | 5                    | 0                    |
| 1964                 | 1                    | 0                    |
| Totaal               | 19                   | 0                    |